# Frida Giannini
Pour les articles homonymes, voir Giannini.
Frida Giannini est une styliste italienne née à Rome, en 1972. Elle a notamment été directrice de création chez Gucci entre 2006 et 2015.

## Biographie
Frida Giannini est née en 1972,. Enfant unique, son père est architecte et sa mère professeur d'histoire. Sa grand-mère possède une boutique de prêt-à-porter baptisée « Elle », à Rome.
Frida Giannini fait ses études à l'Académie de Costume et de Mode de Rome (Accademia di Costume e di Moda). 

## Carrière
Frida Giannini commence sa carrière chez un petit créateur avant de rejoindre l'entreprise Fendi en 1997. Elle y progresse rapidement et devient créatrice de biens en cuir. Elle est notamment responsable du sac Baguette de Fendi, un sac à l'origine de la vente très profitable de nombreux accessoires.
En 2002, Frida Giannini rejoint Gucci comme directrice de création des sacs à main. En 2004, elle devient directrice de création des accessoires où elle succède à Tom Ford. Sous sa direction, les accessoires génèrent jusqu'à 80 % du chiffre d'affaires de la société. Elle s'éloigne du monogramme « GG » traditionnel de Gucci et a pour habitude de chercher l'inspiration dans les archives de la société et cela a toujours du succès auprès des clients. Par exemple, elle est à l'origine de la collection Flora, dont les produits (sacs à main, sandales, écharpes et montres notamment) incorporent un imprimé floral créé pour Grace Kelly en 1966, et qui connait un le succès. On[Qui ?] considère aujourd'hui qu'elle est pionnière du heritage movement au sein du monde de la mode. En 2005, elle devient directrice de création du prêt-à-porter féminin, puis en 2006 directrice de création de tout Gucci où elle succède à Alessandra Facchinetti.
Si sous sa direction la maison Gucci retrouve sa place sur le devant de la scène de la mode et du luxe, ses ventes finissent par stagner. À force de chercher l'inspiration dans le passé, Gucci perd sa réputation de maison innovatrice. On[Qui ?] reproche par ailleurs à Frida Giannini de n'avoir pas réussi à créer un style Gucci distinctif. Le départ de Frida Giannini est annoncé en décembre 2014 et effectif en janvier 2015. Elle quitte Gucci en même temps que Patrizio di Marzo, directeur général de Gucci. Elle est remplacée dans ses fonctions par Alessandro Michele.

## Vie privée
En 2013, Frida Giannini accouche d'une fille prénommée Greta, dont le père est Patrizio di Marzo, le directeur général de Gucci et partenaire de longue date de la créatrice. Elle épouse ce dernier le 5 juin 2015.

## Engagements caritatifs
En février 2013, Frida Giannini met en place l'organisation Chime for Change, avec Salma Hayek et Beyoncé.
Elle joue également un rôle important dans le partenariat entre Gucci et l'Unicef.
Après son départ de Gucci, Frida Giannini se consacre aux œuvres caritatives et rejoint le conseil d'administration de Save the Children en 2017. Elle rejoint brièvement le monde de la mode en 2018 le temps de la création d'une collection capsule de pulls au moment de Noël pour OVS.
Elle est ou a été engagée aux côtés de plusieurs organisations à but non lucratif comme la Kering Foundation for Women's Dignity and Rights.

## Prix et distinctions
Frida Giannini reçoit un prix Design Star' de la part de Fashion Group International. Elle se voit également remettre La Lupa Capitalina par l'ancien maire de Rome, Gianni Alemanno. En 2013, elle est l'objet d'un film documentaire produit par James France et Christina Voros, intitulé The Director, dans lequel le spectateur peut suivre le processus artistique de Frida Giannini lors de sa préparations de défilés et de collections.